# Мазуркевич, Игнатий Осипович
Игнатий Осипович Мазуркевич (бел. Мазуркевіч, Iгнат, пол. Mazurkiewicz, Ignacy; 1794 год — 1867 год, Варшава, Царство Польское) — российский военный деятель, генерал-лейтенант Русской императорской армии.  Сенатор (1863).

## Биография
Родился в Занеманском крае (Белорусско-Литовском), происходил из дворянского рода, герба Лебедь.

В начале Отечественной войны 1812 года он был зачислен офицером в чине юнкера в полк тяжёлой кавалерии гвардейского корпуса. Мазуркевич участвовал в сражениях Отечественной войны 1812 года и военных кампаниях 1813—1814 годов. За время боевых действий он был произведен в звания эстандарт-юнкера, корнета, поручика, штабс-ротмистра. В 1813 году он был награждён орденом святой Анны 4 степени за храбрость.
В 1814 году после окончания войны, остался на службе в Российской императорской армии в 1-й кирасирской дивизии гвардейского корпуса в Санкт-Петербурге. С 1820 года он служил под началом полковника Павла Петровича Ланского. Офицерская карьера Игнатия Мазуркевича пошла вверх после событий мятежа 14 декабря 1825 года, где он находился среди офицеров войск будущего императора Николая I. А после подавления мятежа декабристов он с другими отличившимися офицерами вошёл в круг доверенных офицеров императорской армии. С 1826 года майор Мазуркевич в частях кавалерии 1-й кирасирской дивизии участвовал в заграничных военных походах Русской императорской армии 1826—1830 годов.
Уже к 1830 году он выслужился до полковника кавалерии. В 1830 году Игнатий Мазуркевич участвовал в подавлении Польского мятежа 1830—1831 годов. В 1838 году он награждён польским Знаком отличия за военное достоинство 3 степени, и орденом святого Георгия 4 степени, за 25 лет выслуги. С 1831 года полковник Мазуркевич участвовал в формировании образцового кавалерийского полка в городе Павловск под началом уже генерал-майора Павла Петровича Ланского. В городе Павловск сохранился особняк Мазуркевича (дом Мазуркевича, 1832 год).
В 1839 году Мазуркевич получил чин генерал-майора кавалерии. В 1842 году он награждён прусским орденом красного орла 2 степени, в 1844 году — орденом святого Станислава 1 степени, в 1847 году — орденом святой Анны 1 степени. С 1848 года Игнатий Мазуркевич участвовал в подавлении Венгерского мятежа 1848—1849 годов. Там в 1848 году он получил чин генерал-лейтенанта кавалерии. В 1849 году Мазуркевич награждён императорской короной к ордену святой Анны 1 степени, в 1850 году — орденом святого Владимира 2 степени, в 1852 году — орденом Белого орла.
С 1853 года Мазуркевич участвует в Крымской войне 1853—1856 годов. Там он в 1855 году назначается командиром 1-й кирасирской дивизии. В 1856 году Мазуркевич награждается Знаком отличия за XL (40) лет безупречной службы.
В 1858 году он награждается табакеркой с портретом Его величества. В 1857 году указом Императора он назначен членом полевого аудиториата 1-й армии. Игнатий Мазуркевич состоял на службе по апрель 1867 года.
Мазуркевич с 1855 по 1867 год был сенатором от Варшавского департамента в Царстве Польском. Он приобрёл имение, в 30 км юго-западнее Варшавы, деревню Черск. В перестроенном на пожертвование Мазуркевичей костёле Черска в 1868 году установлено надгробие Игнатия Мазуркевича, выполненное из чёрного мрамора с фамильным гербом.